# Ontario (Illinois)
Ontario é uma das 21 cidades do condado de Knox, Illinois, Estados Unidos. De acordo com o censo de 2010, sua população era de 943 pessoas e continha 411 unidades habitacionais.

## Geografia
De acordo com o censo de 2010, a cidade tem uma área total de 36.26 sq mi (93.9 km2).